# Testaferrata
Cette page présente le nom de famille Testaferrata ainsi que ses variantes.
 (septembre 2017).
Testaferrata (littéralement « Tête de fer » en italien) est un patronyme italien et maltais.

## Étymologie
Il est composé du mot testa (« tête ») suivi de ferrata (« ferrée »). C'est à l'origine un surnom qui désignait en italien une personne courageuse, résistante, à la « tête de fer », ou une personne belliqueuse, toujours casquée et prête pour le combat.
Le nom apparaît à Malte à la fin du XVe siècle.

## Distribution du patronyme dans le monde
Selon le site Forebears, il y avait dans le monde 174 personnes qui portaient ce nom en 2014, dont 134 en Italie et 31 à Malte.
Tous les Testaferrata de l'archipel maltais descendent du noble italien Arfio Capo di Ferro dit « Testaferrata », qui s'établit à Malte à la fin du XVe siècle. Arfio Capo di Ferro descendait, selon la tradition familiale, de Pandolfo Testaferrata (mort en 981), prince lombard de Capoue, de Bénévent, de Spolète, de Camerino et de Salerne.
| Pays             | Nombre de personnes portant ce patronyme (2014) |
| ---------------- | ----------------------------------------------- |
| Italie           | 134                                             |
| Malte            | 31                                              |
| Belgique         | 6                                               |
| Afrique du Sud   | 3                                               |
| Angleterre       | 2                                               |
| Brésil           | 1                                               |
| France           | 1                                               |
| Nouvelle-Zélande | 1                                               |
| États-Unis       | 1                                               |

## Personnalités portant ce patronyme
Le nom de famille Testaferrata est notamment porté par :
- Fabrizio Sceberras Testaferrata (1757–1843), cardinal maltais.
- Pandolfo Testaferrata (?-mars 981), prince lombard